# Flos (företag)
Flos är en italiensk belysningsfirma, grundad 1961.
Achille Castiglioni har ritat en stor del av deras armaturer; andra formgivare är Tobia Scarpa, Philippe Starck, Jasper Morrison med flera.